# 岩手県立大船渡病院
岩手県立大船渡病院（いわてけんりつおおふなとびょういん）は、岩手県大船渡市に所在する都道府県立病院である。二次救急、三次救急の救急告示医療機関であり、岩手県災害拠点病院に指定されている。

## 診療科
- 内科
- 小児科
- 精神科
- 神経内科
- 外科
- 整形外科
- 脳神経外科
- 産婦人科
- 眼科
- 耳鼻咽喉科
- 皮膚科
- 泌尿器科
- リハビリテーション科
- 放射線科
- 麻酔科
- 呼吸器内科
- 循環器内科
- 消化器内科
- 血液内科
- 病理診断科

## 医療機関の指定・認定
（下表の出典）
| 保険医療機関                                       | 労災保険指定病院                               |
| 更生医療指定医療機関                               | 育成医療指定医療機関                           |
| 精神通院医療指定医療機関                           | 身体障害者福祉法指定医の配置されている医療機関 |
| 精神保健福祉法に基づく指定病院又は応急入院指定病院 | 精神保健指定医の配置されている医療機関         |
| 生活保護法指定医療機関                             | 結核指定医療機関                               |
| 指定養育医療機関                                   | 戦傷病者特別援護法指定医療機関                 |
| 原子爆弾被害者一般疾病医療取扱医療機関             | 第二種感染症指定医療機関                       |
| 公害医療機関                                       | 母体保護法指定医の配置されている医療機関       |
| 災害拠点病院（地域）                               | 救命救急センター                               |
| 臨床研修指定病院（基幹型）                         | がん診療連携拠点病院（国指定）                 |
| 肝疾患診療連携拠点病院                             | DPC対象病院                                    |
| 総合周産期母子医療センター                         | 特定行為研修指定研修機関                       |
| 在宅療養支援歯科診療所                             |                                                |

- 二次救急、三次救急医療施設[7]
- 公益財団法人日本医療機能評価機構認定病院[8]
- このほか、各種法令による指定・認定病院であるとともに、各学会の認定施設でもある。

## 交通アクセス
- 岩手県交通バス：市内線・各県立病院線「県立大船渡病院」停留所下車[2]。